# Stéphane Tsapis
Stéphane Tsapis, né à Bâle en 1982, est un pianiste et compositeur français.

## Éléments biographiques
Il étudie l'arrangement et le piano au conservatoire de Paris, après avoir rencontré Bernard Cavanna. Il joue ensuite dans le groupe Kaïmaki, participe à d'autres enregistrements et compose pour le théâtre, mais aussi pour d'autres formations et  pour la garde républicaine (Crna Gora, commande de l'octuor de clarinettes de la garde républicaine), Élégie, pièce pour piano, rhodes et laptop, créé par Jean-Louis Haguenauer, Benjamin Moussay et Stéphane Tsapis à l'opéra de Vichy, etc.). Depuis 2011, il participe auprès de Jean-Charles Richard à la coordination du département Jazz du conservatoire de Paris.
Il est lauréat du stage de composition pour l'image dirigée par Pierre Adenot lors du festival international d'Aubagne 2012, et premier prix de composition au concours Duke Ellington toujours en 2012.
Son travail avec le groupe Kaimaki puise en partie son inspiration dans ses racines grecques. Le groupe a enregistré sur la bande originale du documentaire Khaos, les visages humains de la crise grecque, sorti en 2012.

## Discographie
- Border Lines, (avec Marc Buronfosse et Arnaud Biscay), 2016, Cristal Records, distribution Harmonia Mundi
- AEGN, (avec Marc Buronfosse, Andréas Polyzogopoulos, Marc-Antoine Perrio et Arnaud Biscay), 2016, Abalone, distribution l'autre distribution
- Le but c'est le chemin, (avec Georges Paczynski et Marc Buronfosse), 2015, Arts et spectacles
- Charlie and Edna, (avec Arthur Decloedt et Arnaud Biscay), 2014, distribution Boundee Japon
- Mataroa, (avec Arthur Decloedt, Arnaud Biscay, Adrien Daoud), 2012, autoproduction
- Musique pour 4 mains et une bouche, avec Maki Nakano, 2012, openmusic, distribution Disk Union
- Kaïmaki, 2008, autoproduction
- Tsala, 2006, autoproduction